# Hamburg Masters 2008
De Hamburg Masters is een internationaal hockeytoernooi voor mannen, dat onder auspiciën staat van de Duitse hockeybond. Aan de veertiende editie, van vrijdag 3 tot en met zondag 5 oktober 2008, in de Noord-Duitse stad Hamburg deden vier landen mee: België, Duitsland, Maleisië en Pakistan.

## Uitslagen
| 3 oktober |       |        |  |
| Pakistan  | 6 – 3 | België |  |
|           |       |        |  |

| 3 oktober     |       |                      |                                                       |
| Duitsland     | 1 – 1 | Maleisië             | Scheidsrechters: Thomas Dumon (BEL) Mubarik Ali (PAK) |
| Moritz Fürste |       | Selvaraju Sandrakasi | Scheidsrechters: Thomas Dumon (BEL) Mubarik Ali (PAK) |

| 4 oktober |       |          |  |
| Maleisië  | 2 – 2 | Pakistan |  |
|           |       |          |  |

| 4 oktober        |       |                                          |                                                           |
| België           | 1 – 3 | Duitsland                                | Scheidsrechters: Hamish Jamson (ENG) Iskandar Rusli (MAS) |
| Gregory Gucassof |       | Tobias Lietz Oskar Deecke Florian Woesch | Scheidsrechters: Hamish Jamson (ENG) Iskandar Rusli (MAS) |

| 5 oktober |       |          |  |
| België    | 2 – 6 | Maleisië |  |
|           |       |          |  |

| 5 oktober      |       |                                                                                    |                                                         |
| Pakistan       | 1 – 6 | Duitsland                                                                          | Scheidsrechters: Hamish Jamson (ENG) Thomas Dumon (BEL) |
| Shakeel Abbasi |       | Martin Häner Christoph Menke Jan-Philipp Rabente Tobias Lietz Sebastian Biederlack | Scheidsrechters: Hamish Jamson (ENG) Thomas Dumon (BEL) |

## Eindstand
| № | Land      | WG | W | G | V | DV | DT | +/– | Punten |
| - | --------- | -- | - | - | - | -- | -- | --- | ------ |
| 1 | Duitsland | 3  | 2 | 1 | 0 | 10 | 3  | +7  | 7      |
| 2 | Maleisië  | 3  | 1 | 2 | 0 | 9  | 5  | +4  | 5      |
| 3 | Pakistan  | 3  | 1 | 1 | 1 | 9  | 11 | –2  | 4      |
| 4 | België    | 3  | 0 | 0 | 3 | 6  | 15 | –9  | 0      |